# Химна Фиџија
Meda Dau Doka или Боже благослови Фиџи је химна Фиџија. Стихови на енглеском и фиџијанском нису идентични, заправо имају врло мало заједничких делова. 

## Енглески стихови
-{:Blessing grant oh God of nations on the isles of Fiji
As we stand united under noble banner blue
And we honour and defend the cause of freedom ever
Onward march together
God bless Fiji
Рефрен:
For Fiji, ever Fiji, let our voices ring with pride
For Fiji, ever Fiji, her name hail far and wide,
A land of freedom, hope and glory, to endure what ever befall
May God bless Fiji
Forever more!
Blessing grant oh God of nations on the isles of Fiji
Shores of golden sand and sunshine, happiness and song
Stand united, we of Fiji, fame and glory ever
Onward march together
God bless Fiji.}-

## Фиџијански стихови
-{:Meda dau doka ka vinakata na vanua
E ra sa dau tiko kina na savasava
Rawa tu na gauna ni sautu na veilomani
Biu na i tovo tawa savasava
Рефрен:
Me bula ga ko Viti
Ka me toro ga ki liu
Me ra turaga vinaka ko ira na i liuliu
Me ra liutaki na tamata
E na veika vinaka
Me oti kina na i tovo ca
Me da dau doka ka vinakata na vanua
E ra sa dau tiko kina na savasava
Rawa tu na gauna ni sautu na veilomani
Me sa biu na i tovo tawa yaga
Bale ga vei kemuni na cauravou e Viti
Ni yavala me savasava na vanua
Ni kakua ni vosota na dukadukali
Ka me da sa qai biuta vakadua}-